# Drapelul Letoniei

Raport: 1:2

Steagul Letoniei a fost readoptat la 27 februarie, 1990. Același steag a mai fost folosit de Letonia independentă din 1918 până la anexarea de către URSS în 1940.
Culoarea "roșie" a steagului leton este de fapt maronie. Este uneori cunoscută sub numele de roșu leton. Proporțiile steagului sunt 2:1:2 (benzile de sus și de jos fiind fiecare de două ori mai late decât banda din mijloc albă), iar raportul înălțime:lungime este fixat la 1:2. 

Steagul Preşedintelui Letoniei